# Into the Inferno
Into the Inferno (no Brasil, Visita ao Inferno) é um documentário austro-britânico de 2016 dirigido por Werner Herzog e Clive Oppenheimer e distribuído pela rede Netflix. O filme mostra a jornada de Herzog com o vulcanólogo Oppenheimer explorando vulcões ativos na Indonésia, Islândia, Coreia do Norte e Etiópia.

## Enredo
Into the Inferno mostra uma exploração de Werner Herzog e Clive Oppenheimer, que buscaram conhecer vulcões em atividade na Indonésia, Islândia, Coreia do Norte e Etiópia. Além disso, os dois discutem sobre como minimizar os problemas de destruições provocadas por atividades vulcânicas.

## Lançamento
O documentário estadunidense foi lançado originalmente no Festival de Cinema de Telluride em 3 de setembro de 2016. Em seguida, foi apresentado no Festival Internacional de Cinema de Toronto em 13 de setembro de 2016 e, por fim, estreou para todo o mundo pela rede de streaming Netflix em 28 de outubro de 2016.